# Щурм срещу двореца на Хафизула Амин
Щурмът срещу двореца на Хафизула Амин (известен също като операция „Щорм-333“) е част от Войната в Афганистан от 1979 – 1989 г.
В хода на операцията отряд от Група „А“ (повече известна като спецчасти „Алфа“) на КГБ провежда операция по свалянето на Хафизула Амин – президента на Афганистан, в двореца Таджбек, разположен в покрайнините на Кабул, на 27 декември 1979 г.
Решението за щурма взима ръководителят на КГБ Юрий Андропов още преди навлизането на съветските войски в Афганистан.
 Формален предлог е обвинението, че Хафизула Амин е агент на ЦРУ, въпреки че именно той настоява за пристигането на съветските войски.

## Участници
Ръководството на атаката се осъществява от полковник Григорий Бояринов. Участниците са разделени на 2 групи:
- „Гръм“ (24 души), с командир М. Романов (заместник-началник на Групата „Альфа“), и
- „Зенит“ (30 души), ръководена от Я. Семьонов (от бъдещите спецчасти „Вимпел“).

Във втория ешелон се намират бойците от така наречения „мюсюлмански“ батальон на майор Х. Т. Халбаев (520 души) и 9 рота, командвана от старши лейтенант Валерий Востротин (80 души). Нападателите са облечени в униформи на армията на Афганистан, без военни отличителни знаци, с бяла превръзка на ръкава

## Ход на щурма
Атаката започва в 19:30 ч. местно време. Огнева поддръжка осъществяват 2 самоходни зенитни установки ЗСУ-23-4 „Шилка“. Към двореца се придвижва група „Зенит“ на 3 БТР-а, 1 машина е ударена от охраната на Амин. Подразделения от мюсюлманския батальон осигурява външния периметър. Нахлулите в двореца бойци прочистват зданието етаж по етаж, хвърляйки в помещенията гранати и пускайки по ред изстрели с автомати.

## Загуби
В хода на щурма на „Таджбек“, продължил около 40 минути, спецчастите губят 5 души. Почти всички участници в операцията са ранени. Загиват Хафизула Амин, неговият син и около 200 души от неговата охрана.

## Резултати
Въпреки че във военен план операцията е проведена безупречно, самият факт на убийството на държавния глава на Афганистан се приема от международната общественост като свидетелство за съветска окупация на Афганистан, а следващите ръководители на страната Бабрак Кармал и Мухамед Наджибула са считани за марионетни лидери.